# Sybra mediofasciata
Sybra mediofasciata là một loài bọ cánh cứng trong họ Cerambycidae.